# 悪魔の詩訳者殺人事件
悪魔の詩訳者殺人事件（あくまのうたやくしゃさつじんじけん）は、1991年7月11日に発生した殺人事件である。「悪魔の詩」訳者殺害事件、「悪魔の詩」翻訳者殺害事件、筑波大学助教授殺害事件、筑波大学助教授殺害事件、筑波大助教授殺害事件、五十嵐助教授殺害事件とも呼ばれる。
未解決のまま、事件から15年後の2006年（平成18年）7月11日0時に公訴時効が成立した。

## 概要
1991年（平成3年）7月12日、筑波大学助教授の五十嵐一が同大学筑波キャンパス人文・社会学系A棟7階のエレベーターホールで刺殺されているのが発見された。司法解剖の結果、11日の午後10時頃から12日の午前2時頃までの間に殺害されたものと断定された。遺体の首には、左に2カ所、右に1カ所の傷があり、いずれも頸動脈を切断するほどの深さで、「イスラム式の殺し方」とされる。また、右側の胸や腹など3カ所に及んだ刺し傷は、一部肝臓にまで達していた。また、現場からO型の血痕（五十嵐の血液型とは一致しないため、犯人のものとされた）や犯人が残したとみられるカンフーシューズの足跡（サイズ27.5cm）が見つかった。
犯人はエレベーターの使用を避け、階段で3階まで降りて非常階段から逃走しており、その後の消息は不明である。
五十嵐は、1990年（平成2年）にサルマン・ラシュディの小説『悪魔の詩』を日本語訳している。1989年2月にイランの最高指導者、ルーホッラー・ホメイニーは、同書が反イスラーム的であるとして、ラシュディや発行に関わった者などに対する死刑を宣告するファトワーを発令していたため、事件直後からイスラム教との関係が取り沙汰されていた。
15年後の2006年（平成18年）7月11日、真相が明らかにならないまま殺人罪の公訴時効が成立し、未解決事件となった。外国人犯罪説が有力な当事件では、実行犯が外国に渡航したと仮定した場合、公訴時効は成立していないことになるが、茨城県警察つくば中央警察署は証拠品として保管していた被害者の遺品を五十嵐の遺族である五十嵐雅子に返還している。

## 犯人と動機
刺殺後、イスラーム新聞サラームは、イスラーム教徒にとって朗報とのコメントを掲載しており、シーア派イスラーム教徒によって殺害されたという見方が一般的となっている。CIAの元職員ケネス・ポラックは、イスラム革命防衛隊の対外工作・テロ活動などを行う特殊部隊「ゴドス軍」による犯行を示唆している。目撃されやすいエレベーターホールで襲撃したのも見せしめのためと判断した。
また、『週刊文春』1998年4月30日号は「『悪魔の詩』五十嵐助教授殺人に『容疑者』浮上」との記事を掲載。同誌が入手した「治安当局が『容疑者』を特定していた極秘報告書」によると、事件当時、東京入国管理局は筑波大学に短期留学していたバングラデシュ人学生を容疑者としてマークしていたという。この学生は五十嵐の遺体発見当日の昼過ぎに成田から帰国しているが、イスラーム諸国との関係悪化を恐れる日本政府の意向により、捜査は打ち切られたとしている。
捜査中、学内の五十嵐の机の引き出しから、殺害前数週間以内と思われる時期に書いたメモが発見された。これには壇ノ浦の戦いに関する四行詩が日本語およびフランス語で書かれていたが、4行目の「壇ノ浦で殺される」という日本語の段落に対し、フランス語で「階段の裏で殺される」と書かれていた。このため、五十嵐は自身に身の危険が迫っていた事を察知していたのではないかとする憶測が生まれた。
一方、五十嵐の「『悪魔の詩』は文学的価値が素晴らしいので翻訳する」という説明がイスラーム世界に通用しなかった点、在日パキスタン人協会の長からの死刑宣告を単なる脅しと理解してしまった可能性がある点、警察の保護を断った点など、五十嵐自身の甘さも指摘される。